# آنتونوف ای-۴۰
آنتونوف ای-۴۰ (به انگلیسی: Antonov A-40) یک هواگرد ساخت کارخانه آنتونوف در اتحاد جماهیر شوروی بود. نخستین استفاده‌کنندهٔ این هواپیما نیروی هوایی شوروی بوده‌است. این هواپیما در ۱۹۴۲ نخستین پرواز خود را انجام داد.